# Élections législatives de 1973 dans le Rhône
Les élections législatives françaises de 1973 se déroulent les 4 et 11 mars 1973. Dans le département du Rhône, treize députés sont à élire dans le cadre de treize circonscriptions.

## Élus
| Circonscription | Député sortant        | Parti              | Parti              | Député élu ou réélu   | Parti | Parti         |
| --------------- | --------------------- | ------------------ | ------------------ | --------------------- | ----- | ------------- |
| 1re             | René Caille           |                    | UDR                | René Caille           |       | UDR           |
| 2e              | Henri Guillermin      |                    | UDR                | Henri Guillermin      |       | UDR           |
| 3e              | Édouard Charret       |                    | UDR                | Jacques Soustelle     |       | Divers droite |
| 4e              | Louis Joxe            |                    | UDR                | Louis Joxe            |       | UDR           |
| 5e              | Pierre-Bernard Cousté |                    | UDR                | Pierre-Bernard Cousté |       | UDR           |
| 6e              | Marcel Houël          |                    | PCF                | Étienne Gagnaire      |       | MDSF          |
| 7e              | Philippe Danilo       |                    | UDR                | Frédéric Dugoujon     |       | CD            |
| 8e              | Pierre Morison        |                    | RI                 | Emmanuel Hamel        |       | RI            |
| 9e              | Joseph Rivière        |                    | UDR                | Alain Mayoud          |       | RI            |
| 10e             | Gérard Ducray         |                    | RI                 | Gérard Ducray         |       | RI            |
| 11e             | Nouvellement créée    | Nouvellement créée | Nouvellement créée | Marcel Houël          |       | PCF           |
| 12e             | Nouvellement créée    | Nouvellement créée | Nouvellement créée | Xavier Hamelin        |       | UDR           |
| 13e             | Nouvellement créée    | Nouvellement créée | Nouvellement créée | Jean Poperen          |       | PS            |

## Résultats

### Résultats à l'échelle du département
| Parti                                   | Parti                                       | Parti                                       | Premier tour | Premier tour | Second tour | Second tour | Sièges |
| Parti                                   | Parti                                       | Parti                                       | Voix         | %            | Voix        | %           | Sièges |
| --------------------------------------- | ------------------------------------------- | ------------------------------------------- | ------------ | ------------ | ----------- | ----------- | ------ |
|                                         |                                             | Parti communiste français                   | 106 790      | 19,35        | 89 142      | 16,25       | 1      |
|                                         | Parti socialiste                            | 100 672                                     | 18,24        | 135 049      | 24,62       | 1           |        |
|                                         | Parti socialiste unifié                     | 19 644                                      | 3,56         |              |             | 0           |        |
|                                         | Mouvement des radicaux de gauche            | 10 772                                      | 1,95         | 24 665       | 4,50        | 0           |        |
| Total Union de la gauche                | Total Union de la gauche                    | 237 878                                     | 43,10        | 248 856      | 45,36       | 2           |        |
|                                         |                                             | Union des démocrates pour la République     | 107 619      | 19,50        | 137 469     | 25,06       | 5      |
|                                         | Républicains indépendants                   | 42 238                                      | 7,65         | 66 436       | 12,11       | 3           |        |
|                                         | Centre démocratie et progrès                | 18 683                                      | 3,38         | 1 467        | 0,27        | 0           |        |
|                                         | Divers droite (gaulliste)                   | 7 115                                       | 1,29         | 356          | 0,06        | 0           |        |
| Total Union des républicains de progrès | Total Union des républicains de progrès     | 175 655                                     | 31,82        | 205 728      | 37,50       | 8           |        |
|                                         |                                             | Centre démocrate                            | 54 004       | 9,78         | 47 389      | 8,64        | 1      |
|                                         | Parti radical                               | 31 524                                      | 5,71         | 7 415        | 1,35        | 0           |        |
|                                         | Mouvement démocrate socialiste de France    | 11 375                                      | 2,06         | 22 163       | 4,04        | 1           |        |
|                                         | Divers droite (réformateur)                 | 7 032                                       | 1,27         | 17 073       | 3,11        | 1           |        |
| Total Mouvement réformateur             | Total Mouvement réformateur                 | 103 935                                     | 18,83        | 94 040       | 17,14       | 3           |        |
|                                         | Centre national des indépendants et paysans | Centre national des indépendants et paysans | 16 047       | 2,91         |             |             | 0      |
|                                         | Divers droite                               | Divers droite                               | 7 741        | 1,40         | Retrait     | Retrait     | 0      |
|                                         | Lutte ouvrière                              | Lutte ouvrière                              | 7 248        | 1,31         |             |             | 0      |
|                                         | Ligue communiste révolutionnaire            | Ligue communiste révolutionnaire            | 2 764        | 0,50         | 0           |             |        |
|                                         | Gaullistes d'opposition (FP)                | Gaullistes d'opposition (FP)                | 373          | 0,07         | 0           |             |        |
|                                         | Extrême gauche                              | Extrême gauche                              | 312          | 0,06         | 0           |             |        |
|                                         |                                             |                                             |              |              |             |             |        |
| Inscrits                                | Inscrits                                    | Inscrits                                    | 718 636      | 100,00       | 717 614     | 100,00      | 13     |
| Abstentions                             | Abstentions                                 | Abstentions                                 | 156 229      | 21,74        | 151 561     | 21,12       |        |
| Votants                                 | Votants                                     | Votants                                     | 562 407      | 78,26        | 566 053     | 78,88       |        |
| Blancs et nuls                          | Blancs et nuls                              | Blancs et nuls                              | 10 454       | 1,86         | 17 429      | 3,08        |        |
| Exprimés                                | Exprimés                                    | Exprimés                                    | 551 953      | 98,14        | 548 624     | 96,92       |        |
| Source : Data.gouv.fr                   |                                             |                                             |              |              |             |             |        |

### Résultats par circonscription

#### Première circonscription (Lyon, Bellecour - Montchat)
| Candidat       | Candidat                  | Parti          | Premier tour | Premier tour | Second tour | Second tour |  |
| Candidat       | Candidat                  | Parti          | Voix         | %            | Voix        | %           |  |
| -------------- | ------------------------- | -------------- | ------------ | ------------ | ----------- | ----------- |  |
|                | René Caille sortant réélu | UDR (URP)      | 13 978       | 30,37        | 23 104      | 51,74       |  |
|                | René Chevailler           | PCF            | 10 924       | 23,73        | 21 547      | 48,26       |  |
|                | Marcel Ruby               | Rad (MR)       | 7 456        | 16,2         | Retrait     | Retrait     |  |
|                | Antoine Amiral            | PS (UGSD)      | 7 393        | 16,06        | Retrait     | Retrait     |  |
|                | Robert Girard             | CNIP           | 3 098        | 6,73         |             |             |  |
|                | Henri Soubeyrand          | PSU            | 2 033        | 4,42         |             |             |  |
|                | Annie Russier             | LO             | 839          | 1,82         |             |             |  |
|                | Paul Duthel               | OCT            | 312          | 0,68         |             |             |  |
|                |                           |                |              |              |             |             |  |
| Inscrits       | Inscrits                  | Inscrits       | 61 359       | 100,00       | 61 365      | 100,00      |  |
| Abstentions    | Abstentions               | Abstentions    | 14 449       | 23,55        | 14 354      | 23,39       |  |
| Votants        | Votants                   | Votants        | 46 910       | 76,45        | 47 011      | 76,61       |  |
| Blancs et nuls | Blancs et nuls            | Blancs et nuls | 877          | 1,87         | 2 360       | 5,02        |  |
| Exprimés       | Exprimés                  | Exprimés       | 46 033       | 98,13        | 44 651      | 94,98       |  |

#### Deuxième circonscription (Lyon, Vieux Lyon - Fourvière - Les Brotteaux)
| Candidat       | Candidat                       | Parti          | Premier tour | Premier tour | Second tour | Second tour |  |
| Candidat       | Candidat                       | Parti          | Voix         | %            | Voix        | %           |  |
| -------------- | ------------------------------ | -------------- | ------------ | ------------ | ----------- | ----------- |  |
|                | Henri Guillermin sortant réélu | UDR (URP)      | 11 707       | 28,84        | 19 822      | 50,19       |  |
|                | Roger Fenech                   | CD (MR)        | 8 887        | 21,9         | 527         | 1,33        |  |
|                | Lucien Durand                  | PS (UGSD)      | 8 348        | 20,57        | 19 143      | 48,47       |  |
|                | Georges Leprince               | PCF            | 6 039        | 14,88        | Retrait     | Retrait     |  |
|                | Guy Jarrosson                  | CNIP           | 2 511        | 6,19         |             |             |  |
|                | Hubert Mazoyer                 | PSU            | 1 589        | 3,92         |             |             |  |
|                | Jacques Fortin                 | LCR            | 1 135        | 2,8          |             |             |  |
|                | Jean-Claude Pernoud            | Divers droite  | 370          | 0,91         |             |             |  |
|                |                                |                |              |              |             |             |  |
| Inscrits       | Inscrits                       | Inscrits       | 53 988       | 100,00       | 53 989      | 100,00      |  |
| Abstentions    | Abstentions                    | Abstentions    | 12 682       | 23,49        | 12 724      | 23,57       |  |
| Votants        | Votants                        | Votants        | 41 306       | 76,51        | 41 265      | 76,43       |  |
| Blancs et nuls | Blancs et nuls                 | Blancs et nuls | 720          | 1,74         | 1 773       | 4,3         |  |
| Exprimés       | Exprimés                       | Exprimés       | 40 586       | 98,26        | 39 492      | 95,7        |  |

#### Troisième circonscription (Lyon, La Croix-Rousse - Les Terreaux)
| Candidat       | Candidat                | Parti                     | Premier tour | Premier tour | Second tour | Second tour |  |
| Candidat       | Candidat                | Parti                     | Voix         | %            | Voix        | %           |  |
| -------------- | ----------------------- | ------------------------- | ------------ | ------------ | ----------- | ----------- |  |
|                | Jacques Soustelle élu   | Divers droite (MR)        | 7 032        | 23,1         | 17 073      | 57,37       |  |
|                | Georges Méfret          | MRG (UGSD)                | 4 851        | 15,94        | 12 333      | 41,44       |  |
|                | Édouard Charret sortant | Divers droite (Gaulliste) | 4 846        | 15,92        | 356         | 1,2         |  |
|                | Jean Crouzet            | CDP (URP)                 | 4 829        | 15,86        | Retrait     | Retrait     |  |
|                | Maurice Moissonnier     | PCF                       | 4 561        | 14,98        | Retrait     | Retrait     |  |
|                | François Priolet        | Divers droite (Gaulliste) | 2 269        | 7,45         |             |             |  |
|                | Jean-Louis Gass         | PSU                       | 1 469        | 4,83         |             |             |  |
|                | Janette Habel           | LCR                       | 584          | 1,92         |             |             |  |
|                |                         |                           |              |              |             |             |  |
| Inscrits       | Inscrits                | Inscrits                  | 42 823       | 100,00       | 42 823      | 100,00      |  |
| Abstentions    | Abstentions             | Abstentions               | 11 702       | 27,33        | 11 905      | 27,8        |  |
| Votants        | Votants                 | Votants                   | 31 121       | 72,67        | 30 918      | 72,2        |  |
| Blancs et nuls | Blancs et nuls          | Blancs et nuls            | 680          | 2,19         | 1 156       | 3,74        |  |
| Exprimés       | Exprimés                | Exprimés                  | 30 441       | 97,81        | 29 762      | 96,26       |  |

#### Quatrième circonscription (Lyon, Bellecombe - La Part-Dieu)
| Candidat       | Candidat                 | Parti          | Premier tour | Premier tour | Second tour | Second tour |  |
| Candidat       | Candidat                 | Parti          | Voix         | %            | Voix        | %           |  |
| -------------- | ------------------------ | -------------- | ------------ | ------------ | ----------- | ----------- |  |
|                | Louis Joxe sortant réélu | UDR (URP)      | 14 492       | 32,93        | 19 724      | 44,05       |  |
|                | Denys Banssillon         | CD (MR)        | 9 864        | 22,41        | 10 030      | 22,4        |  |
|                | Jacques Roger-Machart    | PS (UGSD)      | 7 149        | 16,24        | 15 020      | 33,55       |  |
|                | Guy Fradin               | CNIP           | 5 014        | 11,39        |             |             |  |
|                | Monique Jacquet          | PCF            | 4 851        | 11,02        |             |             |  |
|                | Louis Costechareire      | PSU            | 1 593        | 3,62         |             |             |  |
|                | Jean-Pierre Farel        | LCR            | 1 045        | 2,37         |             |             |  |
|                |                          |                |              |              |             |             |  |
| Inscrits       | Inscrits                 | Inscrits       | 58 771       | 100,00       | 58 771      | 100,00      |  |
| Abstentions    | Abstentions              | Abstentions    | 14 078       | 23,95        | 13 425      | 22,84       |  |
| Votants        | Votants                  | Votants        | 44 693       | 76,05        | 45 346      | 77,16       |  |
| Blancs et nuls | Blancs et nuls           | Blancs et nuls | 685          | 1,53         | 572         | 1,26        |  |
| Exprimés       | Exprimés                 | Exprimés       | 44 008       | 98,47        | 44 774      | 98,74       |  |

#### Cinquième circonscription (Lyon, La Guillotière - Gerland)
| Candidat       | Candidat                            | Parti          | Premier tour | Premier tour | Second tour | Second tour |  |
| Candidat       | Candidat                            | Parti          | Voix         | %            | Voix        | %           |  |
| -------------- | ----------------------------------- | -------------- | ------------ | ------------ | ----------- | ----------- |  |
|                | Pierre-Bernard Cousté sortant réélu | UDR (URP)      | 12 355       | 39,02        | 15 468      | 47,75       |  |
|                | Jean-Noël Ghilini                   | CD (MR)        | 6 897        | 21,78        | 4 597       | 14,19       |  |
|                | François Loncle                     | MRG (UGSD)     | 5 921        | 18,7         | 12 332      | 38,07       |  |
|                | Robert Bourgeat                     | PCF            | 4 564        | 14,41        | Retrait     | Retrait     |  |
|                | Bernard Fanjat                      | PSU            | 1 311        | 4,14         |             |             |  |
|                | Daniel Anzel                        | LO             | 614          | 1,94         |             |             |  |
|                |                                     |                |              |              |             |             |  |
| Inscrits       | Inscrits                            | Inscrits       | 44 333       | 100,00       | 43 333      | 100,00      |  |
| Abstentions    | Abstentions                         | Abstentions    | 12 061       | 27,21        | 10 485      | 24,2        |  |
| Votants        | Votants                             | Votants        | 32 272       | 72,79        | 32 848      | 75,8        |  |
| Blancs et nuls | Blancs et nuls                      | Blancs et nuls | 610          | 1,89         | 451         | 1,37        |  |
| Exprimés       | Exprimés                            | Exprimés       | 31 662       | 98,11        | 32 397      | 98,63       |  |

#### Sixième circonscription (Villeurbanne)
| Candidat       | Candidat             | Parti          | Premier tour | Premier tour | Second tour | Second tour |  |
| Candidat       | Candidat             | Parti          | Voix         | %            | Voix        | %           |  |
| -------------- | -------------------- | -------------- | ------------ | ------------ | ----------- | ----------- |  |
|                | Étienne Gagnaire élu | MDSF (MR)      | 11 375       | 26,74        | 22 163      | 52,06       |  |
|                | René Desgrand        | PCF            | 10 927       | 25,69        | 20 410      | 47,94       |  |
|                | Jean Royannez        | UDR (URP)      | 9 658        | 22,7         | Retrait     | Retrait     |  |
|                | Rolland Massard      | PS (UGSD)      | 7 950        | 18,69        | Retrait     | Retrait     |  |
|                | Irène Fouletier      | PSU            | 1 710        | 4,02         |             |             |  |
|                | Daniel Bénard        | LO             | 917          | 2,16         |             |             |  |
|                |                      |                |              |              |             |             |  |
| Inscrits       | Inscrits             | Inscrits       | 57 720       | 100,00       | 57 720      | 100,00      |  |
| Abstentions    | Abstentions          | Abstentions    | 14 413       | 24,97        | 13 847      | 23,99       |  |
| Votants        | Votants              | Votants        | 43 307       | 75,03        | 43 873      | 76,01       |  |
| Blancs et nuls | Blancs et nuls       | Blancs et nuls | 770          | 1,78         | 1 300       | 2,96        |  |
| Exprimés       | Exprimés             | Exprimés       | 42 537       | 98,22        | 42 573      | 97,04       |  |

#### Septième circonscription (Rillieux-la-Pape)
| Candidat       | Candidat              | Parti          | Premier tour | Premier tour | Second tour | Second tour |  |
| Candidat       | Candidat              | Parti          | Voix         | %            | Voix        | %           |  |
| -------------- | --------------------- | -------------- | ------------ | ------------ | ----------- | ----------- |  |
|                | Frédéric Dugoujon élu | CD (MR)        | 12 948       | 23,37        | 32 235      | 57,95       |  |
|                | Gérard Collomb        | PS (UGSD)      | 9 924        | 17,91        | 21 925      | 39,41       |  |
|                | Jean Brudon           | CDP (URP)      | 9 370        | 16,91        | 1 467       | 2,64        |  |
|                | Jean Gaudry           | UDR (URP)      | 8 980        | 16,21        | Retrait     | Retrait     |  |
|                | Mireille Bertrand     | PCF            | 7 658        | 13,82        | Retrait     | Retrait     |  |
|                | Jacques Berger        | CNIP           | 3 005        | 5,42         |             |             |  |
|                | Michel Buisson        | PSU            | 2 131        | 3,85         |             |             |  |
|                | Élisabeth Humblot     | LO             | 1 024        | 1,85         |             |             |  |
|                | Victor Quester-Séméon | FP             | 373          | 0,67         |             |             |  |
|                |                       |                |              |              |             |             |  |
| Inscrits       | Inscrits              | Inscrits       | 70 535       | 100,00       | 70 534      | 100,00      |  |
| Abstentions    | Abstentions           | Abstentions    | 14 091       | 19,98        | 13 512      | 19,16       |  |
| Votants        | Votants               | Votants        | 56 444       | 80,02        | 57 022      | 80,84       |  |
| Blancs et nuls | Blancs et nuls        | Blancs et nuls | 1 031        | 1,83         | 1 395       | 2,45        |  |
| Exprimés       | Exprimés              | Exprimés       | 55 413       | 98,17        | 55 627      | 97,55       |  |

#### Huitième circonscription (Givors)
| Candidat       | Candidat           | Parti          | Premier tour | Premier tour | Second tour | Second tour |  |
| Candidat       | Candidat           | Parti          | Voix         | %            | Voix        | %           |  |
| -------------- | ------------------ | -------------- | ------------ | ------------ | ----------- | ----------- |  |
|                | Emmanuel Hamel élu | RI (URP)       | 12 373       | 24,75        | 24 846      | 49,15       |  |
|                | Camille Vallin     | PCF            | 11 586       | 23,18        | 18 286      | 36,18       |  |
|                | Jean Palluy        | Divers droite  | 7 371        | 14,75        | Retrait     | Retrait     |  |
|                | Jean-Joseph Ragot  | Rad (MR)       | 7 312        | 14,63        | 7 415       | 14,67       |  |
|                | Joannès Eydan      | PS (UGSD)      | 5 188        | 10,38        |             |             |  |
|                | Alfred Gérin       | CDP (URP)      | 4 484        | 8,97         |             |             |  |
|                | Jean-Jacques Dehan | PSU            | 1 674        | 3,35         |             |             |  |
|                |                    |                |              |              |             |             |  |
| Inscrits       | Inscrits           | Inscrits       | 61 415       | 100,00       | 61 410      | 100,00      |  |
| Abstentions    | Abstentions        | Abstentions    | 10 552       | 17,18        | 9 789       | 15,94       |  |
| Votants        | Votants            | Votants        | 50 863       | 82,82        | 51 621      | 84,06       |  |
| Blancs et nuls | Blancs et nuls     | Blancs et nuls | 875          | 1,72         | 1 074       | 2,08        |  |
| Exprimés       | Exprimés           | Exprimés       | 49 988       | 98,28        | 50 547      | 97,92       |  |

#### Neuvième circonscription (Tarare)
| Candidat       | Candidat         | Parti          | Premier tour | Premier tour | Second tour | Second tour |  |
| Candidat       | Candidat         | Parti          | Voix         | %            | Voix        | %           |  |
| -------------- | ---------------- | -------------- | ------------ | ------------ | ----------- | ----------- |  |
|                | Alain Mayoud élu | RI (URP)       | 12 999       | 38,21        | 18 706      | 53,9        |  |
|                | Georges Vinson   | PS (UGSD)      | 12 347       | 36,29        | 15 996      | 46,1        |  |
|                | Camille Georges  | CD (MR)        | 5 404        | 15,89        | Retrait     | Retrait     |  |
|                | Henri Laval      | PCF            | 3 269        | 9,61         |             |             |  |
|                |                  |                |              |              |             |             |  |
| Inscrits       | Inscrits         | Inscrits       | 42 607       | 100,00       | 42 600      | 100,00      |  |
| Abstentions    | Abstentions      | Abstentions    | 7 817        | 18,35        | 7 144       | 16,77       |  |
| Votants        | Votants          | Votants        | 34 790       | 81,65        | 35 456      | 83,23       |  |
| Blancs et nuls | Blancs et nuls   | Blancs et nuls | 771          | 2,22         | 754         | 2,13        |  |
| Exprimés       | Exprimés         | Exprimés       | 34 019       | 97,78        | 34 702      | 97,87       |  |

#### Dixième circonscription (Villefranche-sur-Saône)
| Candidat       | Candidat                    | Parti          | Premier tour | Premier tour | Second tour | Second tour |  |
| Candidat       | Candidat                    | Parti          | Voix         | %            | Voix        | %           |  |
| -------------- | --------------------------- | -------------- | ------------ | ------------ | ----------- | ----------- |  |
|                | Gérard Ducray sortant réélu | RI (URP)       | 16 866       | 43,76        | 22 884      | 58,08       |  |
|                | André Soulier               | PS (UGSD)      | 7 758        | 20,13        | 16 519      | 41,92       |  |
|                | Joseph Rosselli             | Rad (MR)       | 7 036        | 18,26        | Retrait     | Retrait     |  |
|                | Georges Auroux              | PCF            | 5 025        | 13,04        |             |             |  |
|                | Michel Roccati              | PSU            | 987          | 2,56         |             |             |  |
|                | Claude Nephtali             | LO             | 867          | 2,25         |             |             |  |
|                |                             |                |              |              |             |             |  |
| Inscrits       | Inscrits                    | Inscrits       | 50 510       | 100,00       | 50 508      | 100,00      |  |
| Abstentions    | Abstentions                 | Abstentions    | 11 121       | 22,02        | 10 059      | 19,92       |  |
| Votants        | Votants                     | Votants        | 39 389       | 77,98        | 40 449      | 80,08       |  |
| Blancs et nuls | Blancs et nuls              | Blancs et nuls | 850          | 2,16         | 1 046       | 2,59        |  |
| Exprimés       | Exprimés                    | Exprimés       | 38 539       | 97,84        | 39 403      | 97,41       |  |

#### Onzième circonscription (Vénissieux)
| Candidat       | Candidat         | Parti          | Premier tour | Premier tour | Second tour | Second tour |  |
| Candidat       | Candidat         | Parti          | Voix         | %            | Voix        | %           |  |
| -------------- | ---------------- | -------------- | ------------ | ------------ | ----------- | ----------- |  |
|                | Marcel Houël élu | PCF            | 18 118       | 36,72        | 28 899      | 63,05       |  |
|                | Franck Serusclat | PS (UGSD)      | 13 917       | 28,21        | Retrait     | Retrait     |  |
|                | Yves Barois      | UDR (URP)      | 9 549        | 19,35        | 16 934      | 36,95       |  |
|                | Yves Marceau     | Rad (MR)       | 5 312        | 10,77        |             |             |  |
|                | Claude Colin     | PSU            | 1 467        | 2,97         |             |             |  |
|                | Aline Méchin     | LO             | 978          | 1,98         |             |             |  |
|                |                  |                |              |              |             |             |  |
| Inscrits       | Inscrits         | Inscrits       | 61 279       | 100,00       | 61 276      | 100,00      |  |
| Abstentions    | Abstentions      | Abstentions    | 11 007       | 17,96        | 12 578      | 20,53       |  |
| Votants        | Votants          | Votants        | 50 272       | 82,04        | 48 698      | 79,47       |  |
| Blancs et nuls | Blancs et nuls   | Blancs et nuls | 931          | 1,85         | 2 865       | 5,88        |  |
| Exprimés       | Exprimés         | Exprimés       | 49 341       | 98,15        | 45 833      | 94,12       |  |

#### Douzième circonscription (Francheville)
| Candidat       | Candidat            | Parti          | Premier tour | Premier tour | Second tour | Second tour |  |
| Candidat       | Candidat            | Parti          | Voix         | %            | Voix        | %           |  |
| -------------- | ------------------- | -------------- | ------------ | ------------ | ----------- | ----------- |  |
|                | Xavier Hamelin élu  | UDR (URP)      | 16 640       | 34,18        | 25 288      | 52,15       |  |
|                | Marc Suc            | CD (MR)        | 10 004       | 20,55        | Retrait     | Retrait     |  |
|                | Étienne Matray      | PS (UGSD)      | 9 981        | 20,5         | 23 200      | 47,85       |  |
|                | Roger Montadert     | PCF            | 8 911        | 18,3         | Retrait     | Retrait     |  |
|                | Bernard Huissoud    | PSU            | 2 157        | 4,43         |             |             |  |
|                | Jean-Louis Gaillard | LO             | 996          | 2,05         |             |             |  |
|                |                     |                |              |              |             |             |  |
| Inscrits       | Inscrits            | Inscrits       | 60 991       | 100,00       | 60 981      | 100,00      |  |
| Abstentions    | Abstentions         | Abstentions    | 11 518       | 18,88        | 11 041      | 18,11       |  |
| Votants        | Votants             | Votants        | 49 473       | 81,12        | 49 940      | 81,89       |  |
| Blancs et nuls | Blancs et nuls      | Blancs et nuls | 784          | 1,58         | 1 452       | 2,91        |  |
| Exprimés       | Exprimés            | Exprimés       | 48 689       | 98,42        | 48 488      | 97,09       |  |

#### Treizième circonscription (Vaulx-en-Velin)
| Candidat       | Candidat                   | Parti          | Premier tour | Premier tour | Second tour | Second tour |  |
| Candidat       | Candidat                   | Parti          | Voix         | %            | Voix        | %           |  |
| -------------- | -------------------------- | -------------- | ------------ | ------------ | ----------- | ----------- |  |
|                | Jean Poperen élu           | PS (UGSD)      | 10 717       | 26,33        | 23 246      | 57,58       |  |
|                | Jean Capiévic              | PCF            | 10 357       | 25,45        | Retrait     | Retrait     |  |
|                | Étienne Coex               | UDR (URP)      | 10 260       | 25,21        | 17 129      | 42,42       |  |
|                | Élie Burky                 | Rad (MR)       | 4 408        | 10,83        |             |             |  |
|                | Caroline-Pierrette Thibaut | CNIP           | 2 419        | 5,94         |             |             |  |
|                | Maurice Delay              | PSU            | 1 523        | 3,74         |             |             |  |
|                | Denise Bertolla            | LO             | 1 013        | 2,49         |             |             |  |
|                |                            |                |              |              |             |             |  |
| Inscrits       | Inscrits                   | Inscrits       | 52 305       | 100,00       | 52 304      | 100,00      |  |
| Abstentions    | Abstentions                | Abstentions    | 10 738       | 20,53        | 10 698      | 20,45       |  |
| Votants        | Votants                    | Votants        | 41 567       | 79,47        | 41 606      | 79,55       |  |
| Blancs et nuls | Blancs et nuls             | Blancs et nuls | 870          | 2,09         | 1 231       | 2,96        |  |
| Exprimés       | Exprimés                   | Exprimés       | 40 697       | 97,91        | 40 375      | 97,04       |  |